# Carlina graeca
Carlina graeca ist eine Pflanzenart aus der Gattung Eberwurzen (Carlina) in der Familie der Korbblütler (Asteraceae).

## Merkmale

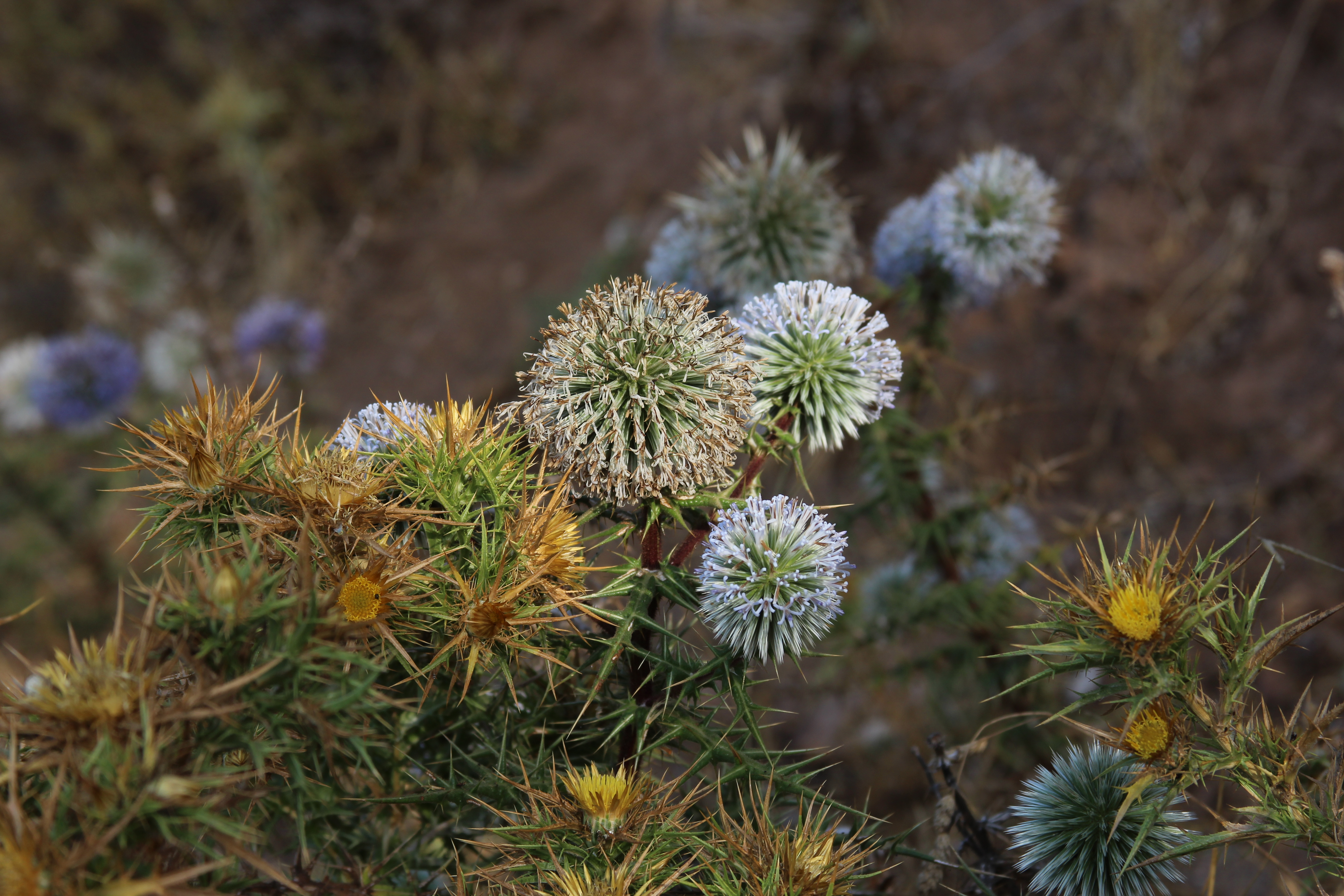
Carlina greaca (hauptsächlich links unten und rechts unten) zusammen mit Echinops spinosissimus auf der Insel Samos

Carlina graeca ist ein ausdauernder Schaft-Hemikryptophyt, der Wuchshöhen von meist 20 bis 50, selten 10 bis 80 Zentimeter erreicht. Die Blätter sind kahl. Die oberen Stängelblätter sind länglich-lanzettlich und 5 bis 5,5 mal so lang wie breit. Ihre 4 bis 6 Fiederlappen besitzen je 2 bis 3 Dornen. Ihr Enddorn ist 15 bis 20 Millimeter lang und dünn. Die äußeren Hüllblätter sind länglich-lanzettlich und meist 40 bis 50, selten 30 bis 60 Millimeter lang. Ihre Seitendornen sind 7 bis 16 Millimeter lang, die Enddornen (15) 18 bis 24 (31) Millimeter. Die meist zahlreichen Körbchen haben einen Durchmesser von ungefähr 15 Millimeter.
Die Blütezeit reicht von Juli bis Oktober.
Die Chromosomenzahl beträgt 2n = 18.

## Vorkommen
Carlina graeca kommt im nordöstlichen Mittelmeerraum vor. Sie kommt vor in Griechenland, in der Ägäis, in Albanien und in der europäischen und asiatischen Türkei. Die Art wächst auf Brachland, in Phrygana sowie in lichten Wäldern und Gebüschen. Auf Kreta ist sie in Höhenlagen von 0 bis 1400 Meter anzutreffen.